# Rovina (geomorfologie)

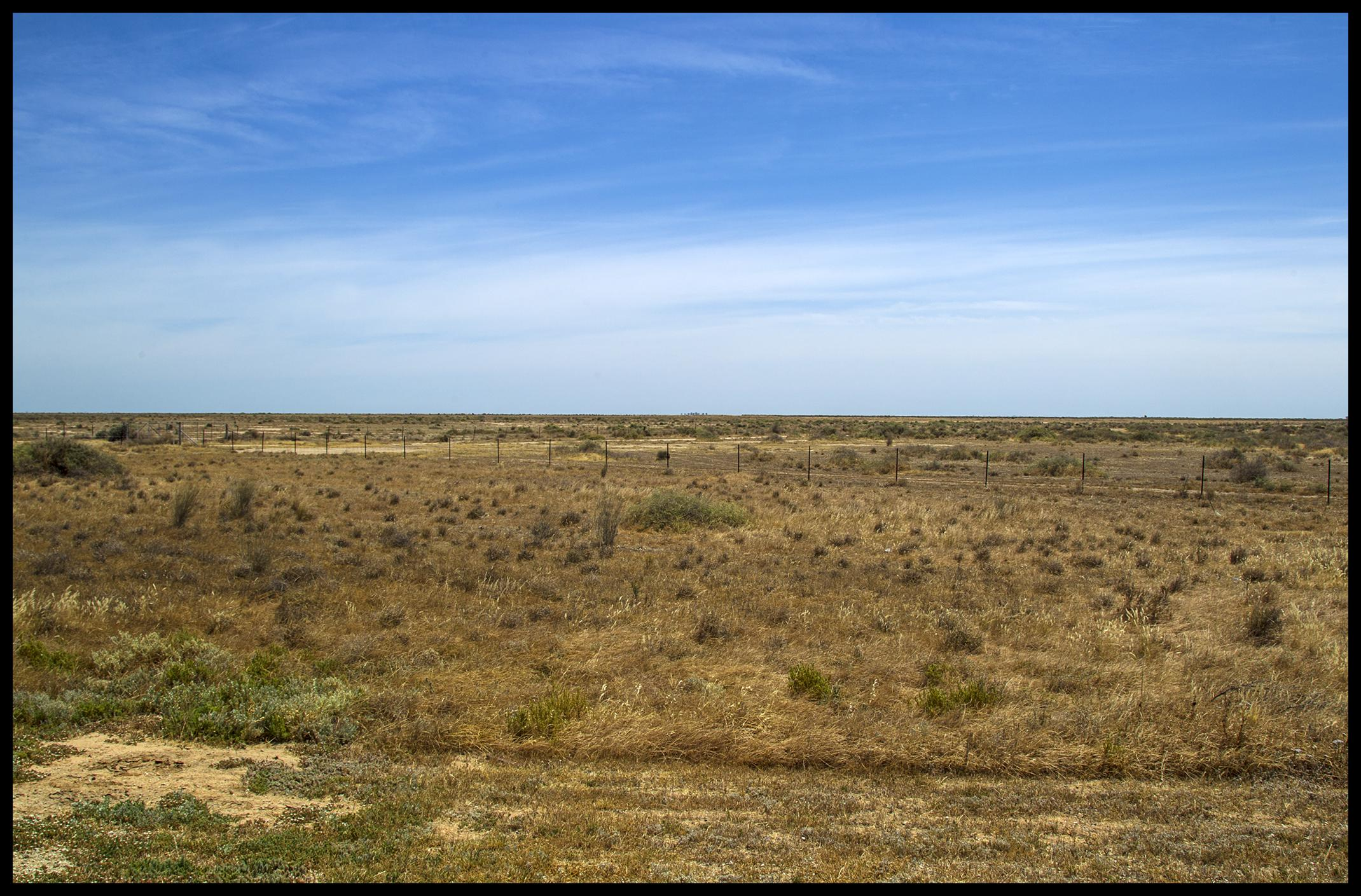
Riverine Plain, aluviální rovina na jihozápadě Nového Jižního Walesu, Austrálie

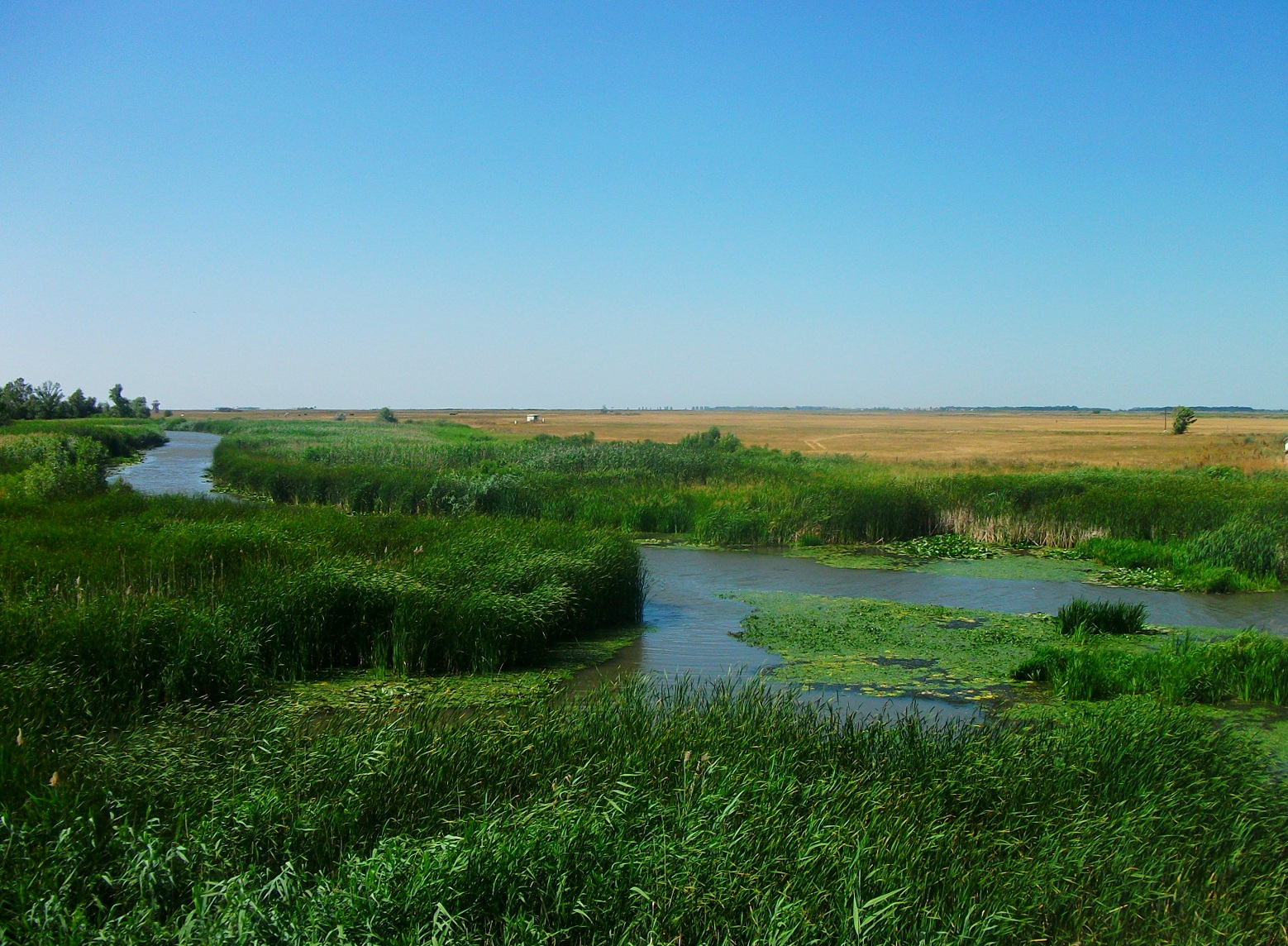
Řeka Hortobágy v aluviální rovině Velké dunajské nížiny, Maďarsko

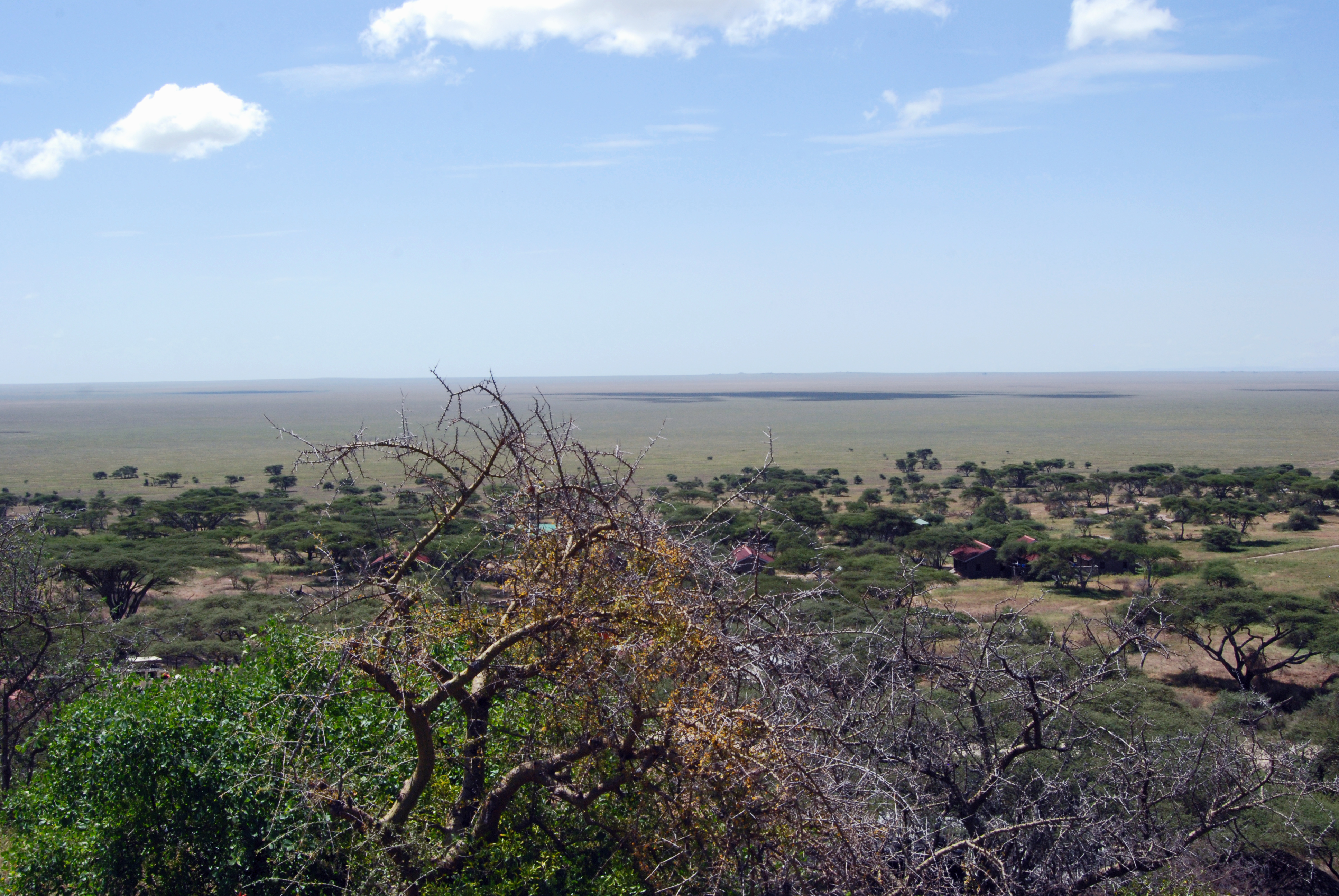
Náhorní rovina Serengeti v Tanzanii

Rovina nebo též plošina (plató) je z geomorfologického pohledu část zemského povrchu, která má jen minimální vertikální členitost (0 až 30 metrů), je tedy plochá nebo jen mírně zvlněná. Termín nemá souvislost s nadmořskou výškou, ale častěji se roviny nachází v nižších polohách (pak jde zároveň o nížiny). 
Roviny mohou vznikat působením řek (aluviální nebo fluviální rovina), větru (eolická rovina), moře a oceánů (pobřežní rovina), ledovce (glaciální rovina) či tektonicky.
Podobným termínem je planina, která ale zpravidla specificky znamená rovinu bezlesou (např. Velké planiny).

## Druhy rovin
- náplavová rovina
- pobřežní rovina
- říční rovina
- lávová rovina
- ledovcová rovina
- eolická rovina